# Kungs
Valentin Brunel művésznevén Kungs (Toulon, Franciaország 1996. december 17. –) francia dj, zenei producer és  zenész. Világhírnevet az ausztrál Cookin’ on 3 Burners 2009-es dalának feldolgozásával szerzett magának. A dal az angol kislemezlistán a 2. helyen végzett, valamint számos slágerlistára is felkerült.

## Karrierje
Brunel művészneve a Kungs a Mister (Mr) (Uram) jelentése Litvánul. A zenéhez fűződő szeretete 5 éves korához vezethető vissza, amikor szüleitől kapott egy djembe-t, amit nagyon szeretett. Apjával gyakorta hallgatott Rock & Roll klasszikusokat, úgy mint a The Who zenéit, vagy a The Kooks együttest. Ezek után saját dalírásra adta a fejét, és gyakorta készített remixeket 17 éves korában. Remixei között megtalálható Bob Marley Jamming című dala, úgy mint a Lana Del Rey féle West Coast című dal. A dal új vokált kapott, melyet több millióan néztek meg a SoundCloud és YouTube csatornákon.
2016 januárjában részt vett David Guetta Listen Tour című koncertjének néhány állomásán, ahol fellépett, majd megjelent a This Girl című dal remixe is, majd a Don’t You Know című dal, melyben Jamie N Commons közreműködött, valamint az I Feel So Bad című kislemez is. A dalokat a Layers című stúdióalbum követett, mely 2016. november 4-én jelent meg.

## Diszkográfia

### Albumok
| Cím    | Megjelenés                                                                                  | Legmagasabb helyezés | Legmagasabb helyezés | Legmagasabb helyezés | Legmagasabb helyezés | Legmagasabb helyezés | Legmagasabb helyezés |
| Cím    | Megjelenés                                                                                  | FRA                  | AUT                  | CAN                  | GER                  | US                   | UK Dance             |
| ------ | ------------------------------------------------------------------------------------------- | -------------------- | -------------------- | -------------------- | -------------------- | -------------------- | -------------------- |
| Layers | - Megjelent: 2016. november 4. - Label: House of Barclay - Formátum: CD, Digitális letöltés | 10                   | 74                   | 33                   | 56                   | 196                  | 4                    |

### Kislemezek
| "This Girl" (Kungs vs. Cookin' on 3 Burners)   | 2016 | 1  | 17 | 2 | 9 | 1  | 3 | 20 | 8 | 6  | 2   | - SNEP: Diamond - ARIA: Platina - BPI: Platina - IFPI DEN: Arany | Layers |
| "Don't You Know" (featuring Jamie N Commons)   | 2016 | 5  | —  | 8 | — | 16 | — | —  | — | 17 | 172 |                                                                  | Layers |
| "I Feel So Bad" (featuring Ephemerals)         | 2016 | 3  | —  | — | — | 88 | — | —  | — | 52 | —   |                                                                  | Layers |
| "You Remain" (featuring RITUAL)                | 2016 | 45 | —  | — | — | —  | — | —  | — | —  | —   |                                                                  | Layers |
| "—" slágerlistás helyezést el nem ért kislemez |      |    |    |   |   |    |   |    |   |    |     |                                                                  |        |